# Apia
Apia là thủ đô cũng như thành phố lớn nhất tại Samoa. Thành phố này nằm ở bờ biển phía bắc Upolu, hòn đảo lớn thứ hai của Samoa. Apia là thành phố duy nhất ở Samoa và thuộc khu vực (itūmālō) Tuamasaga.

## Khí hậu
Apia có khí hậu rừng mưa nhiệt đới với nhiệt độ ổn định quanh năm. Tuy nhiên, khí hậu không mang tính xích đạo vì có nhiều gió mậu dịch và xoáy thuận. Những tháng khô hạn nhất của Apia là tháng 7 và tháng 8 khi lượng mưa trung bình rơi vào khoảng 80 mm (3,1 in). Thời điểm ẩm ướt nhất kéo dài từ tháng 12 đến tháng 3 khi lượng mưa dễ dàng vượt quá 300 mm (12 in). 
| Dữ liệu khí hậu của Apia            | Dữ liệu khí hậu của Apia | Dữ liệu khí hậu của Apia | Dữ liệu khí hậu của Apia | Dữ liệu khí hậu của Apia | Dữ liệu khí hậu của Apia | Dữ liệu khí hậu của Apia | Dữ liệu khí hậu của Apia | Dữ liệu khí hậu của Apia | Dữ liệu khí hậu của Apia | Dữ liệu khí hậu của Apia | Dữ liệu khí hậu của Apia | Dữ liệu khí hậu của Apia | Dữ liệu khí hậu của Apia |
| Tháng                               | 1                        | 2                        | 3                        | 4                        | 5                        | 6                        | 7                        | 8                        | 9                        | 10                       | 11                       | 12                       | Năm                      |
| ----------------------------------- | ------------------------ | ------------------------ | ------------------------ | ------------------------ | ------------------------ | ------------------------ | ------------------------ | ------------------------ | ------------------------ | ------------------------ | ------------------------ | ------------------------ | ------------------------ |
| Cao kỉ lục °C (°F)                  | 33.4 (92.1)              | 34.0 (93.2)              | 33.7 (92.7)              | 33.2 (91.8)              | 33.6 (92.5)              | 32.5 (90.5)              | 31.7 (89.1)              | 32.1 (89.8)              | 32.8 (91.0)              | 32.4 (90.3)              | 33.1 (91.6)              | 34.9 (94.8)              | 34.9 (94.8)              |
| Trung bình ngày tối đa °C (°F)      | 30.4 (86.7)              | 30.6 (87.1)              | 30.6 (87.1)              | 30.7 (87.3)              | 30.4 (86.7)              | 30.0 (86.0)              | 29.5 (85.1)              | 29.6 (85.3)              | 29.9 (85.8)              | 30.1 (86.2)              | 30.3 (86.5)              | 30.5 (86.9)              | 30.2 (86.4)              |
| Trung bình ngày °C (°F)             | 27.1 (80.8)              | 27.4 (81.3)              | 27.3 (81.1)              | 27.2 (81.0)              | 26.9 (80.4)              | 26.6 (79.9)              | 26.1 (79.0)              | 26.2 (79.2)              | 26.5 (79.7)              | 26.8 (80.2)              | 26.9 (80.4)              | 27.2 (81.0)              | 26.9 (80.4)              |
| Tối thiểu trung bình ngày °C (°F)   | 23.9 (75.0)              | 24.2 (75.6)              | 24.0 (75.2)              | 23.8 (74.8)              | 23.4 (74.1)              | 23.2 (73.8)              | 22.6 (72.7)              | 22.8 (73.0)              | 23.1 (73.6)              | 23.4 (74.1)              | 23.6 (74.5)              | 23.8 (74.8)              | 23.5 (74.3)              |
| Thấp kỉ lục °C (°F)                 | 19.4 (66.9)              | 21.1 (70.0)              | 21.2 (70.2)              | 19.5 (67.1)              | 17.9 (64.2)              | 17.6 (63.7)              | 18.9 (66.0)              | 18.1 (64.6)              | 18.1 (64.6)              | 19.4 (66.9)              | 19.2 (66.6)              | 20.7 (69.3)              | 17.6 (63.7)              |
| Lượng mưa trung bình mm (inches)    | 489.0 (19.25)            | 368.0 (14.49)            | 352.1 (13.86)            | 211.2 (8.31)             | 192.6 (7.58)             | 120.8 (4.76)             | 120.7 (4.75)             | 113.2 (4.46)             | 153.9 (6.06)             | 224.3 (8.83)             | 261.7 (10.30)            | 357.5 (14.07)            | 2.965 (116.73)           |
| Số giờ nắng trung bình tháng        | 149                      | 160                      | 173                      | 186                      | 193                      | 197                      | 213                      | 219                      | 207                      | 199                      | 181                      | 154                      | 2.230                    |
| Nguồn 1: Ngân hàng Thế giới         |                          |                          |                          |                          |                          |                          |                          |                          |                          |                          |                          |                          |                          |
| Nguồn 2: Tổ chức Khí tượng Thế giới |                          |                          |                          |                          |                          |                          |                          |                          |                          |                          |                          |                          |                          |

## Thành phố kết nghĩa
- Thâm Quyến, Quảng Đông, Trung Quốc (2015)[5]
- Compton, California, Hoa Kỳ (2010)[6]